# 查普林峰

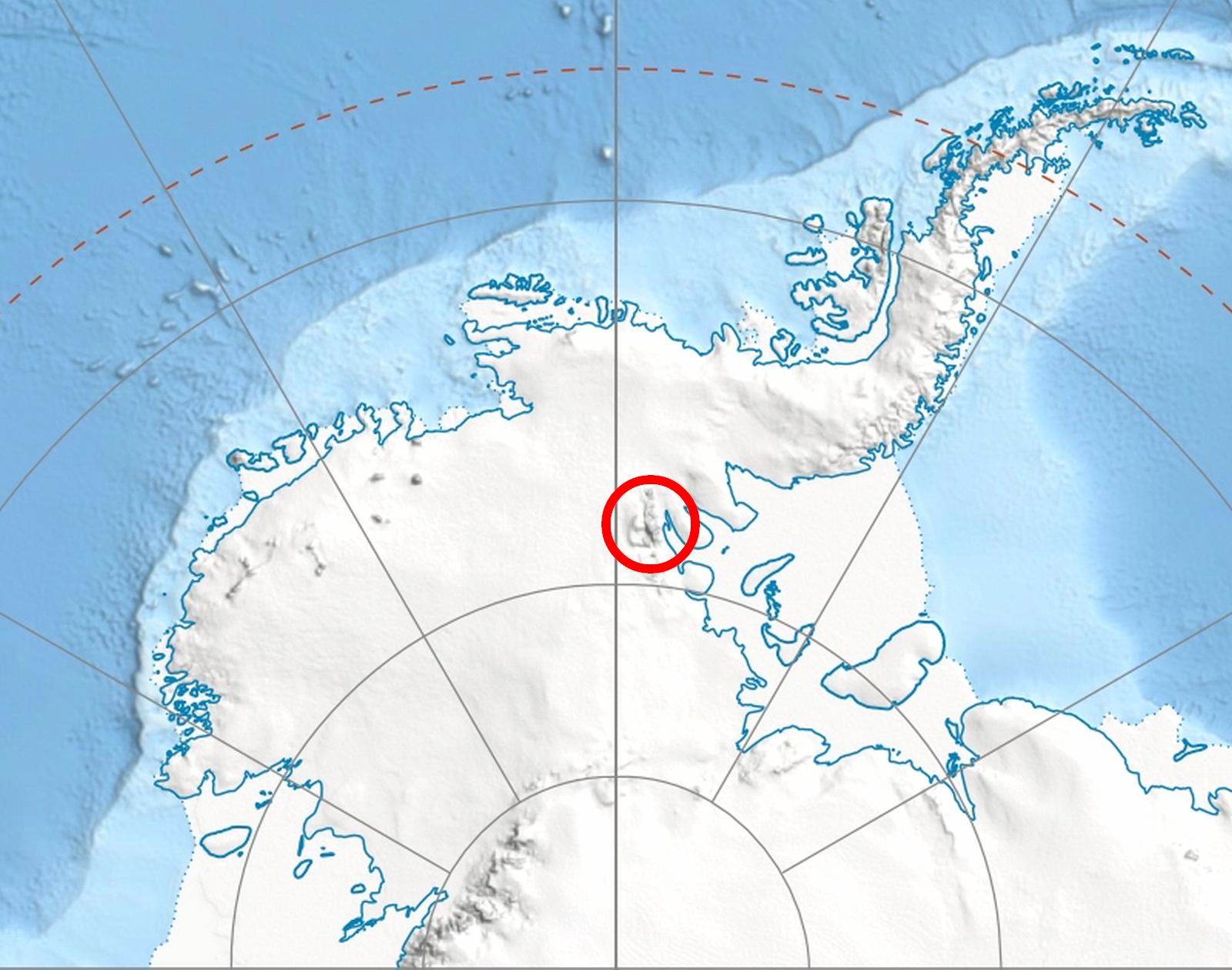

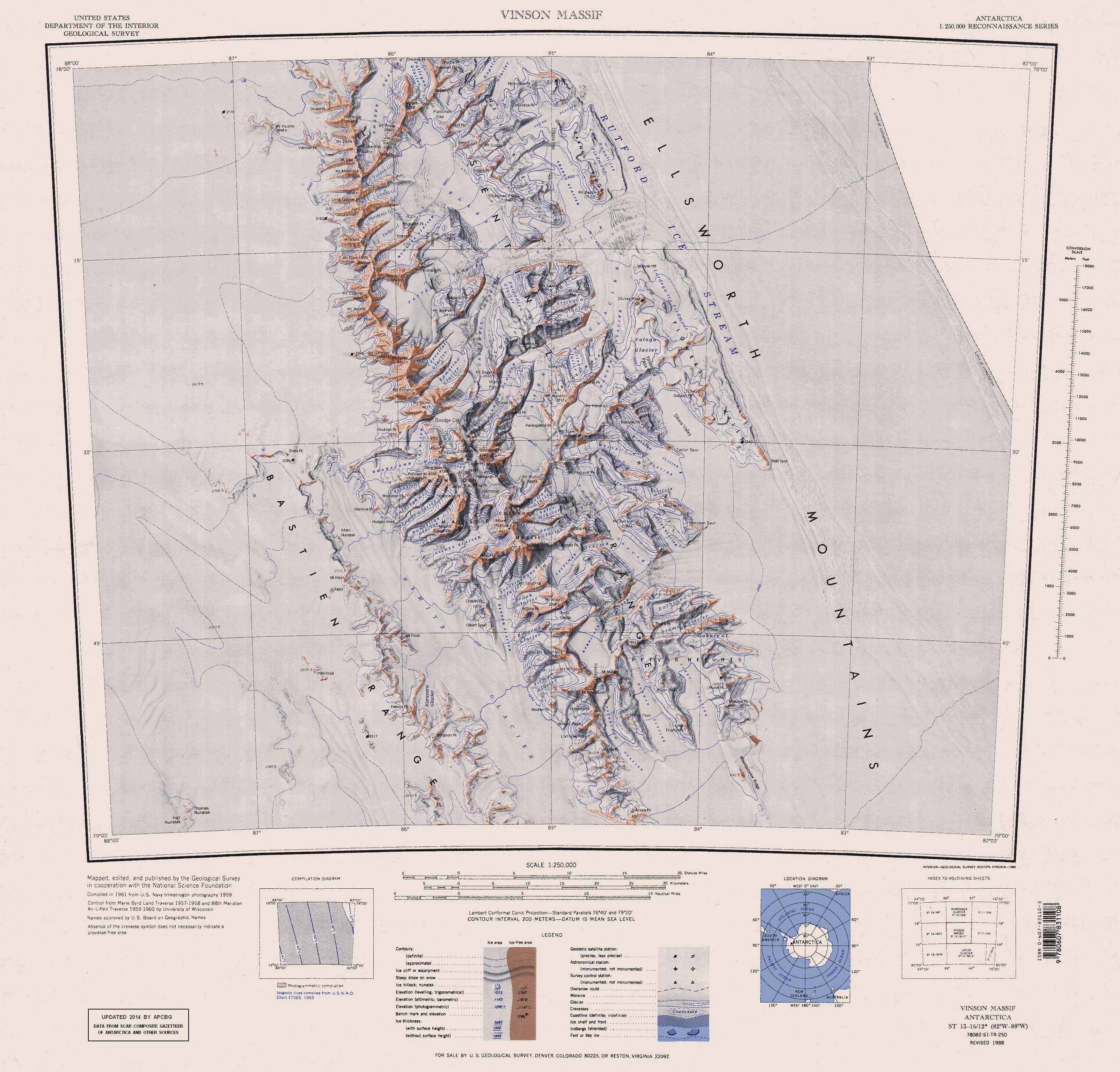

查普林峰（英語：Chaplin Peak）是南極洲的山峰，座標78°42′03″S 85°27′31″W，位於埃爾斯沃思地，處於克雷杜克山西南面5海里的本德冰川西岸，海拔高度1,978米（6,490英尺），在2006年由美國南極名稱諮詢委員命名，現時由南極條約體系管理。